# Dragan Godžić
Dragan Godžić (in serbo Драган Гоџић?; Belgrado, 14 aprile 1927 – Belgrado, 23 luglio 1988) è stato un cestista e allenatore di pallacanestro jugoslavo.

## Carriera
Con la Jugoslavia ha disputato i Campionati europei del 1953 e i Campionati mondiali del 1954.

## Palmarès
- YUBA liga: 7

Stella Rossa Belgrado: 1947, 1948, 1951, 1952, 1953, 1954, 1955